# میوتومی هلر

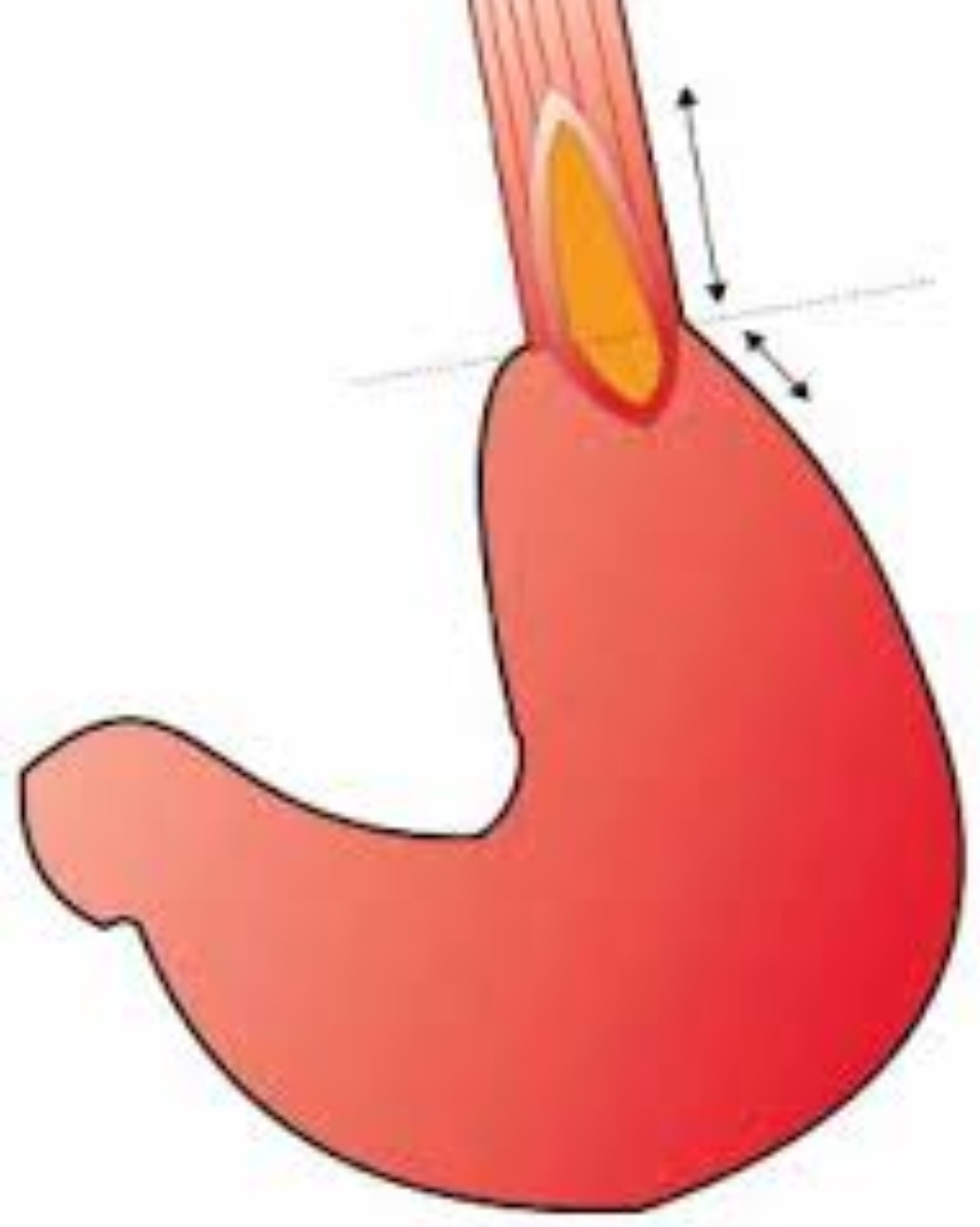
تصویری در رابطه با میوتومی هلر

ماهیچه‌برداری هلر (میوتومی هلر)(به انگلیسی: Heller myotomy) نوعی عمل جراحی است که در آن عضله کاردیا (اسفنگتر تحتانی مری(اختصاری LES)) برداشته می‌شود تا مایع و غذا به درون معده راه یابند. این روش برای درمان آشالازی (اختلال دریچه که در آن اسفنگتر شدیدا منقبض شده و عبور مواد برای ورو به معده با مشکل مواجه می‌شود) می‌باشد.

## تاریخچه
این عمل اولین بار توسط ارنست هلر(۱۸۷۷ – ۱۹۶۴) در سال ۱۹۱۳ به انجام رسید. بعد از آن و تا همین اواخر این عمل جراحی به صورت باز به انجام می‌رسید. از هر دو طریق قفسه سینه (توراکوتومی) و شکم (لاپاراتومی). این در صورتی است که جراحی باز خطر و عوارض بیشتری دارد و زمان ریکاوری آن طولانی تر است.

میوتومی مدرن با حداقل تهاجم به بافت و به روش لاپاروسکوپیک به انجام می‌رسد که کمترین خطر را دارد و از زمان ریکاوری کمتری برخودار است.

## روش جراحی
در طول جراحی بیمار تحت بیهوشی عمومی قرار می‌گیرد. پنج یا شش برش کوچک بر روی پوست شکم ایجاد می‌شود و ابزارهای لاپاروسکوپی وارد شکم می‌شوند. در میوتومی یک برش طولی در روی مری زده می‌شود. این برش در بالای LES زده می‌شود و تا روی معده امتداد می‌یابد. مری از چند لایه تشکیل شده‌است و میوتومی فقط شامل برش عضله خارجی مسئولیت فشردن دریچه را برای بسته شدن بر عهده دارد می‌باشد. این در حالی است که لایه داخلی مخاط دست نخورده باقی خواهد ماند.

## خطرات و عوارض
- احتمال پارگی در طی میوتومی وجود دارد جهت اطمینان یک تست گاستروگرافین بلع بعد از عمل به انجام می‌رسد. اگر جراح به‌طور ناگهانی لایه‌های مری را برش دهد برای ترمیم نیاز به بخیه دارد.
- بعد از میوتومی غذاها به راحتی از اسفنگتر عبور کرده و وارد معده می‌شوند ولی امکان بازگشت اسید معده به درون مری (ریفلاکس) نیز وجود دارد. این در حالی است که معمولاً این جراحی با فونداپلیکیشن معده جهت جلوگیری بازگشت مواد از معده به مری همراه است.

بعد از عمل جراحی لاپاروسکوپی، بیشتر بیماران می‌توانند شروع به مصرف مایعات روشندر همان روز جراحی نمایند، داشتن یک رژیم غذایی نرم در ۲-۳ روز بعد، و بعد از گذشت یک ماه بیمار می‌تواندبه یک رژیم غذایی طبیعی بازگردد.

میوتومی هلر یک درمان طولانی مدت است و اکثر بیماران بعد از آن نیازی به درمان تکمیلی ندارد. با این حال برخی از بیماران نیاز به دیلاتاسیون پنوماتیک، تکرار میوتومی (معمولا در مرحله دوم به صورت باز انجام می‌شود) یا ازوفاژکتومی دارند. تغییر شکل مری در تصاویر بلع باریوم سالانه علامت بسیار مهمی است.
آندوسکوپی نیز می‌تواند برای نظارت بر تغییرات مری مفید باشد. ممکن است به علت ریفلاکس مری آسیب ببیند و باعث پیش ساز سرطانی به عنوان مری بارت شود.

اگر چه این عمل می‌کند به علت زمینه‌ای درست نیست و به‌طور کامل علائم آشالازی از بین نمی‌برد، بیشتر بیماران بعد از عمل جراحی تا حد زیادی توانایی خود را برای خوردن و نوشیدن را بدست خواهند آورد است. این عمل جراحی به عنوان درمان قطعی برای آشالازی محسوب می‌شود.